# Varesnes
Varesnes ist eine französische Gemeinde mit 365 Einwohnern (Stand 1. Januar 2022) im Département Oise in der Region Hauts-de-France; sie gehört zum Arrondissement Compiègne und zum Kanton Noyon.

## Geografie
Varesnes liegt an der Oise auf einer mittleren Höhe von 47 Metern über dem Meeresspiegel, 94 Kilometer nordöstlich von Paris, 24 Kilometer nordöstlich von Compiègne, dem Sitz der Unterpräfektur des Arrondissements, und fünf Kilometer südöstlich von Noyon. Das Gemeindegebiet hat eine Fläche von 9,15 Quadratkilometern.

## Geschichte
Bei archäologischen Grabungen wurden Münzen, Waffen und Scherben aus gallo-römischer Zeit (52 v. Chr. bis 486 n. Chr.) gefunden. Die erste erhaltene schriftliche Erwähnung von Varesnes stammt aus dem Jahr 814. Damals gehörte die Pfarrei von Varesnes zum Bistum Noyon. Die erste urkundlich bezeugte Seigneurie Varesnes unterstand 1128 Raoul I. Le Flamenc de Canny, dessen Hauptlehen Canny-sur-Matz war. Sein Nachfahre, Raoul V. Le Flamenc († 1287), war Marschall von Frankreich. Das Lehen Varesnes blieb bis ins 14. Jahrhundert hinein im Besitz der Familie le Flamenc und wurde dann durch Heirat in die Familie Barbançon eingebracht. Letztere behielt das Lehen bis zur Französischen Revolution (1789–1799). Da der damalige Seigneur dem Protestantismus gegenüber positiv eingestellt war, gab es ab 1531 eine kleine protestantische Gemeinde in Varesnes. 1560 wurde er verdächtigt an der Verschwörung von Amboise teilgenommen und Waffen im Schloss von Varesnes versteckt zu haben. Er starb am 10. November 1567 bei der Schlacht von Saint-Denis. Die Seigneurs von Varesnes wurden daraufhin wieder katholisch, die protestantische Pfarrgemeinde blieb jedoch bis 1685 bestehen. Dann wurde sie im Zuge des Edikt von Fontainebleau aufgelöst.
1616 wurde Varesnes zum Marquisat erhoben. 1630 ließ Antoine de Barbançon das Schloss umbauen und empfing dort vom 28. Mai bis 13. Juni 1640 König Ludwig XIII. von Frankreich (1601–1643). Ab 1746 gab es eine Mädchenschule in Varesnes, die von Ordensschwestern aus Noyon betrieben wurde. Markgraf Antoine Duprat de Barbançon verfügte 1774 in seinem Testament, die Errichtung eines Krankenhauses, das 2000 Livres jährlich erhalten sollte. Das Krankenhaus wurde auf Veranlassung seines Sohnes 1776 errichtet. Ab 1777 wurden dort Bewohner der sechs umliegenden Dörfer, die vom Pfarrer eine Urkunde bezüglich ihrer Armut erhalten hatten, unentgeltlich behandelt. Das Krankenhaus stand unter der Leitung der Barmherzigen Schwestern. Der Pfarrer von Varesnes übergab den Barmherzigen Schwestern 1776 auch die Leitung der Mädchenschule.
1793 erhielt Varesnes im Zuge der Französischen Revolution unter dem Namen Varennes den Status einer Gemeinde. Der Marquis de Barbançon floh außer Landes und starb 1797 im Exil in Mannheim. Die Kirche von Varesnes wurde 1794 geplündert. Das Schloss wurde verkauft. Der neue Besitzer ließ Mauern abtragen und Gräben zuschütten. Er verkaufte die Steine als Baumaterial und schließlich die Reste des alten Schlosses mit einem Teil des Grundstücks an einen Händler aus Paris. Das Krankenhaus musste ohne die seigneuriale Unterstützung geschlossen werden. 1801 erhielt Varesnes durch die Verwaltungsreform unter Napoleon Bonaparte (1769–1821) das Recht auf kommunale Selbstverwaltung. Der Marquis hatte keinen Erben hinterlassen. 1802 wurden die Reste seines Besitzes, darunter mehrere Wälder und das ehemalige Krankenhaus, einem entfernten Verwandten zugesprochen, der 1824 alles verkaufte. Der Wald von Varesnes wurde 1837 erneut verkauft.

## Bevölkerungsentwicklung
| Jahr                       | 1962 | 1968 | 1975 | 1982 | 1990 | 1999 | 2006 | 2013 | 2021 |
| Einwohner                  | 401  | 374  | 346  | 342  | 382  | 382  | 391  | 361  | 363  |
| Quellen: Cassini und INSEE |      |      |      |      |      |      |      |      |      |

## Kultur und Sehenswürdigkeiten
Die Pfarrkirche Saint-Géry ist dem Heiligen und Bischof Géry de Cambrai (540–625) geweiht. Sie steht im Norden von Varesnes am Ufer der Oise und an der Route départementale D87, die als Hauptstraße durch den Ort führt. Die ursprüngliche Kirche wurde im 16. Jahrhundert erbaut, später jedoch zerstört. Die heutige Kirche wurde im 18. oder 19. Jahrhundert errichtet. In der Kirche befindet sich die Grabplatte der letzten Ruhestätte von Antoinette de Varesnes aus dem Jahr 1587.
Das neue Schloss, das im 19. Jahrhundert auf den Ruinen des alten Schlosses aus dem 16. Jahrhundert errichtet worden war, wurde im Ersten Weltkrieg (1914–1918) zerstört. Trotz der Zerstörungen im Ersten Weltkrieg sind ein paar der Häuser und Bauernhöfe aus dem 17., 18. und 19. Jahrhundert in Varesnes erhalten geblieben.

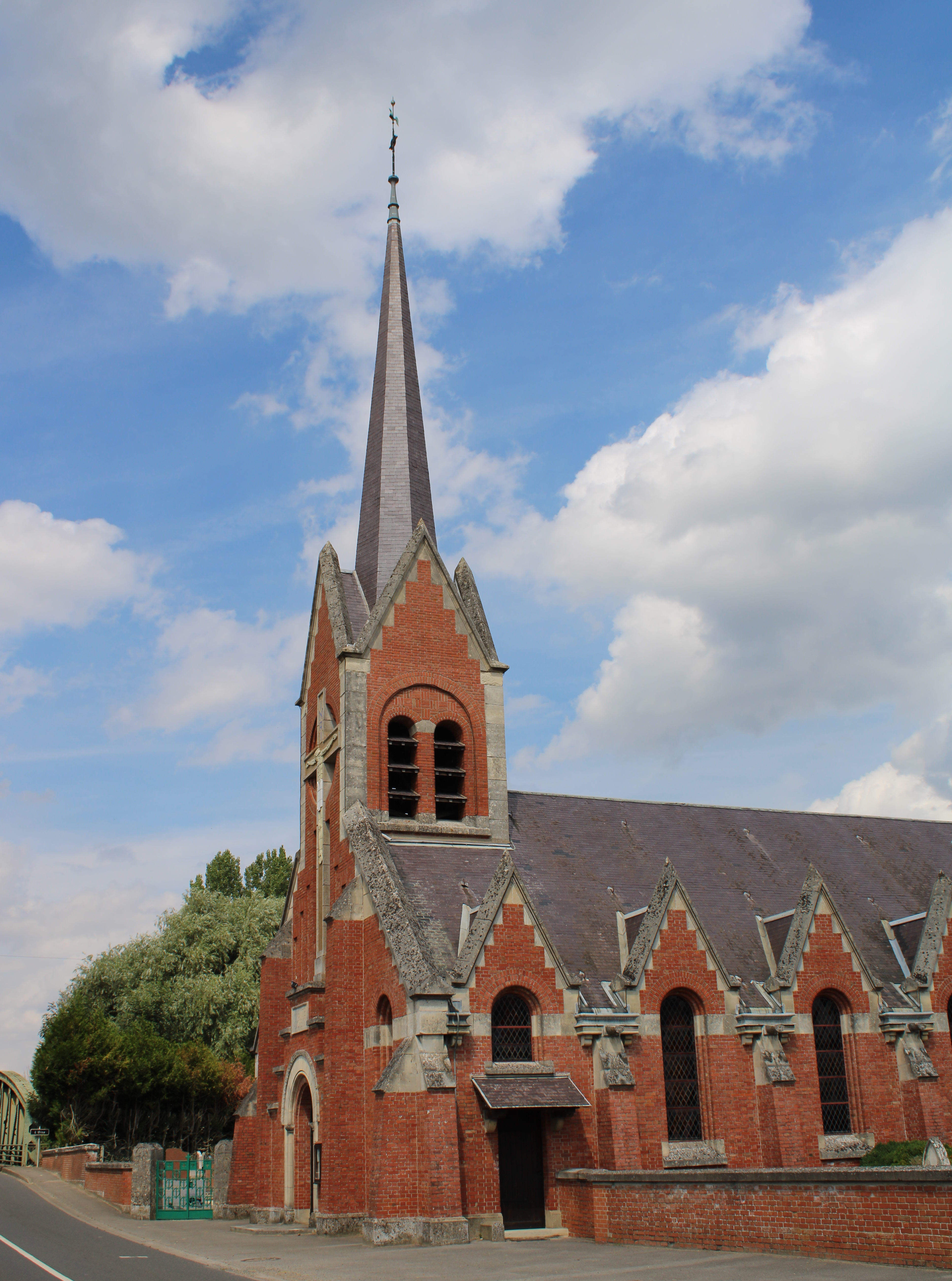
Kirche Saint-Géry
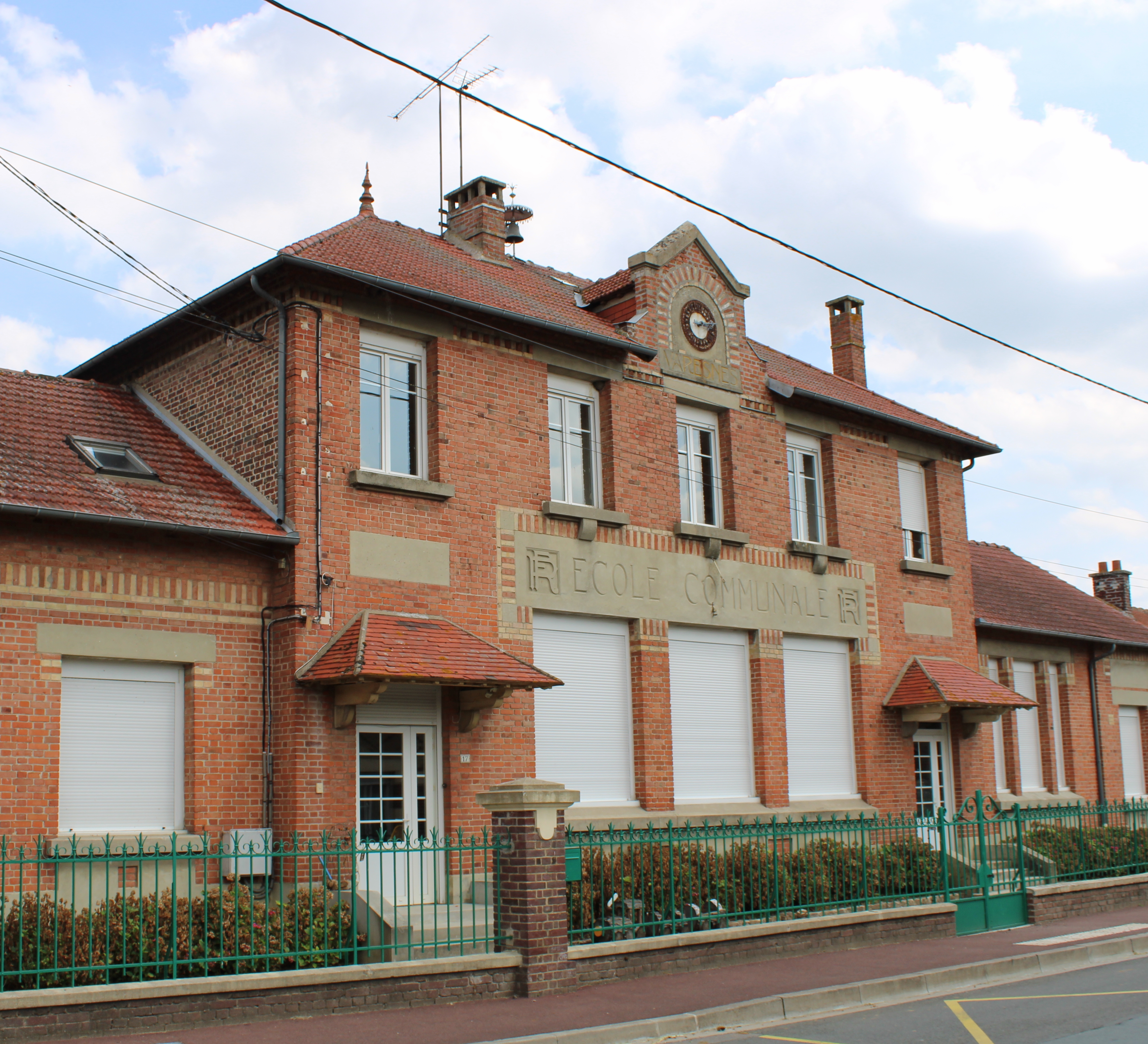
Schule
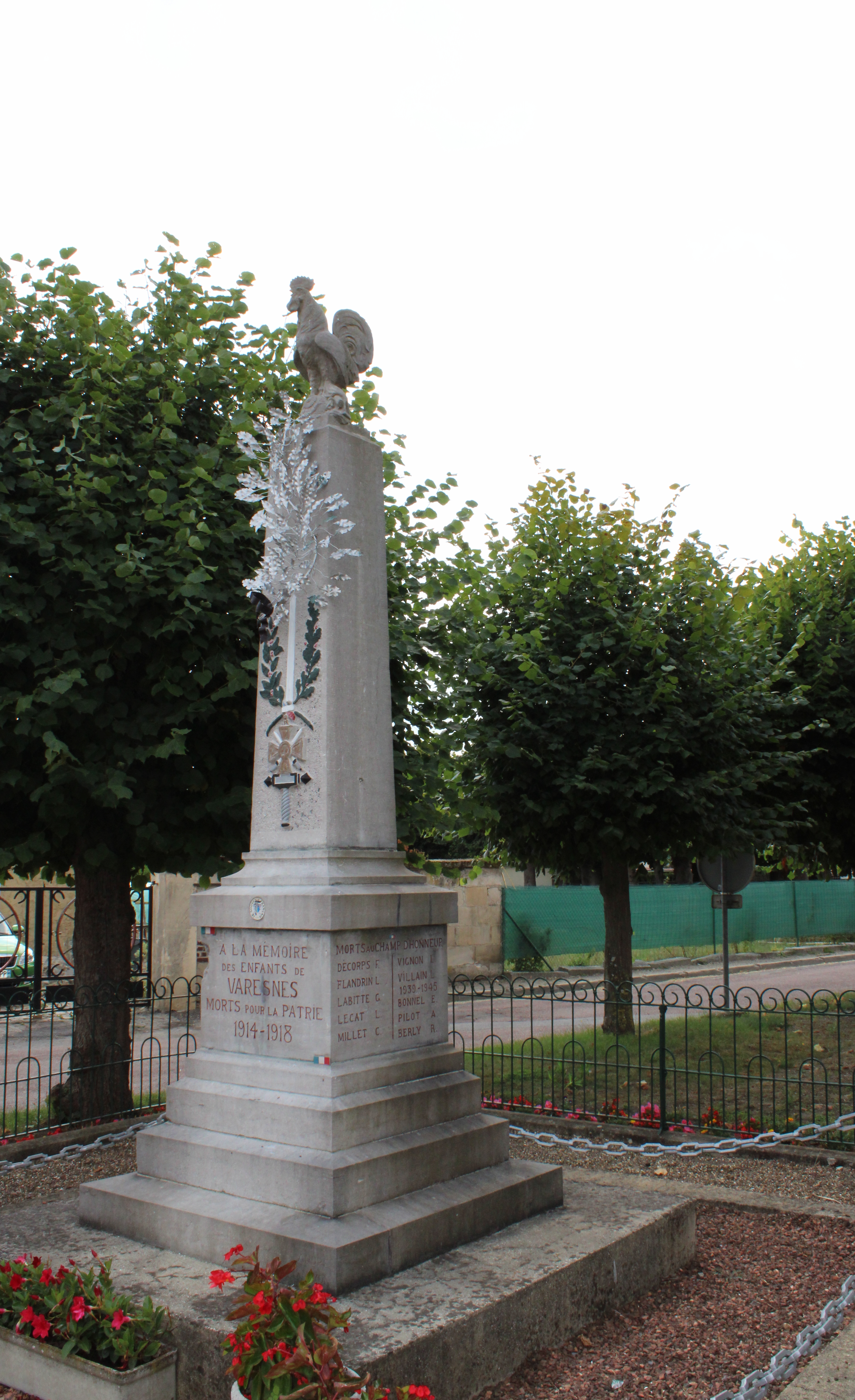
Gefallenendenkmal

## Wirtschaft
Der Wald von Louvetain, der südöstlich vom Ortskern lag, wurde nach 1824 gerodet und in Ackerland umgewandelt. 1836 wurden dort Pyritvorkommen entdeckt. Zehn Jahre später wurde dort eine Fabrikationsanlage für Eisensulfat und Aluminiumoxid errichtet. 1851, als die Produktion schon zurückging, waren noch 30 Arbeiter beschäftigt, die 300 Tonnen Melanterit und Alaune im Jahr herstellten. Zur gleichen Zeit wurden aus den verbliebenen Kastanienbäumen des Waldes von Louvetain Fässer hergestellt. Außerdem gab es dort einen Steinbruch, in dem bis 1940 Sandstein abgebaut wurde.